# Coat of Arms
| Críticas profissionais | Críticas profissionais |
| Avaliações da crítica  | Avaliações da crítica  |
| Fonte                  | Avaliação              |
| ---------------------- | ---------------------- |
| Lords of Metal         | (86/100)               |
| Danger Dog             | [ 2 ]                  |
| Allmusic               | [ 3 ]                  |
| Metal Storm            | 9.5 de 10 estrelas.    |
| Sputnikmusic           | 4 de 5 estrelas.       |
| Metal Temple           | 8 de 10 estrelas.      |
| Metal Rules            | 3.5 de 5 estrelas.     |

Coat of Arms é o sexto álbum de estúdio da banda de power metal sueca Sabaton. O álbum foi lançado no dia 21 de maio de 2010, com o selo Nuclear Blast.

## Faixas
Todas as músicas foram escritas por Joakim Brodén, e todas as letras foram escritas por Joakim Brodén e Pär Sundström (exceto: Letras em "Saboteurs" e "Midway", por Pär Sundström, somente; e letras em "Metal Ripper" e "Wehrmacht" por Joakim Brodén, somente).
1. "Coat of Arms" - Sobre a Guerra Greco-Italiana. (3:35)
2. "Midway" - Sobre a Batalha de Midway. (2:29)
3. "Uprising" - Sobre a Revolta de Varsóvia. (4:56)
4. "Screaming Eagles" - Sobre a 101ª Divisão Aerotransportada e o Cerco de Bastogne. (4:08)
5. "The Final Solution" - Sobre o Holocausto. (4:57)
6. "Aces in Exile" - Sobre pilotos não-britânicos durante a Batalha da Grã-Bretanha. (4:23)
7. "Saboteurs" - Sobre a resistência norueguesa frente aos planos nazistas para a criação de uma bomba atômica. (3:17)
8. "Wehrmacht" - Sobre a máquina de guerra nazista de mesmo nome e os efeitos do Terceiro Reich em um soldado alemão comum. (4:14)
9. "White Death" - Homenagem a Simo Häyhä, um exímio franco-atirador finlandês. (4:10)
10. "Metal Ripper" - Um tributo ao heavy metal. Inclui homenagens líricas ao: AC/DC, Mötley Crüe, Iron Maiden, Metallica, Manowar, Twisted Sister, Ozzy Osbourne, Judas Priest, Black Sabbath, Rainbow, HammerFall, Yngwie Malmsteen, Accept, Deep Purple, Queensrÿche, Dimmu Borgir e Queen. (3:51)

Digipak edition bonus tracks
11. "Coat of Arms (Instrumental)" (3:35)

12. "Metal Ripper (instrumental)" (3:51)
iTunes bonus track
13. "White Death (Instrumental)" (4:10)

## Créditos Musicais
- Joakim Brodén - vocais
- Rickard Sundén - guitarras
- Oskar Montelius - guitarras
- Pär Sundström - baixo
- Daniel Mÿhr - teclados
- Daniel Mullback - bateria

## Créditos
- Jobert Mello : Arte da capa

## Vendagem
| País    | Órgão | Certificação | Vendagem | Ref.  |
| ------- | ----- | ------------ | -------- | ----- |
| Polônia | ZPAV  | Ouro         | 10.000*  | [ 5 ] |

## Paradas Musicais
| Parada Musical (2010)    | Posição |
| ------------------------ | ------- |
| Hungarian Albums Chart   | 9       |
| Swedish Albums Chart     | 2       |
| Polish Albums Chart      | 9       |
| Finnish Album Charts     | 17      |
| Austrian Album Charts    | 71      |
| Switzerland Album Charts | 33      |
| German Album Charts      | 19      |
| Greek Album Charts       | 10      |